# West One Music Group
West One Music Group es una compañía británica de producción mundial de música. Fundado en Soho, Londres, en 2003, el grupo consta de doce sellos, incluidos And Then Some, Asia Record Collective, Electronic Dance Series, Fired Earth Music, Kaptain Music, Little Assembly, Real to Reel, Refuel Music, The Scoring House, SOMOS, West One Music y Zero Degrees. Grabación de música en vivo en lugares de todo el mundo, incluidos Abbey Road Studios, West One Music Group se enfoca en escribir y producir música para su uso en los medios.
Agregando oficinas e instalaciones de grabación internas en Londres, Los Ángeles, Munich, París, Hong Kong y Bangkok, la compañía se expandió a los Estados Unidos, en enero de 2016, con oficinas en Los Ángeles y Nueva York, para entregar música directamente a los clientes de EE. UU. West One Music Group está profundamente arraigado en la historia de la escena musical británica y cuenta con conexiones a través de su cofundador, Richard Harvey, con Hans Zimmer, John Williams y The Who, entre otros.

## West One Music
West One Music es el sello distintivo dentro de West One Music Group y lanza música en una amplia gama de géneros, ubicada en programas transmitidos en Sky Living, Showtime, ABC. El sello también lanza álbumes 'Artist Focus' destinados a ofrecer música comercial para uso de los medios. Los álbumes anteriores han presentado artistas como George Timothy y la banda de rock londinense Gem & The Deadheads, y Perfect Shadow es el último lanzamiento del cantautor nacido en Grecia y con sede en Los Ángeles, Kid Moxie.
Amber Carrington de la cuarta temporada de The Voice USA apareció en un álbum de 2014 lanzado en West One Music, Country Pop.

## The Scoring House
The Scoring House presenta música compuesta y producida para películas y documentales corporativos. The Scoring House es producido por Peter Cox, ex director general del sello KPM de EMI.